# Eupithecia memorata
Eupithecia memorata là một loài bướm đêm trong họ Geometridae.